# Estadio de béisbol municipal de Tainan
El Estadio de béisbol municipal de Tainan (en chino: 台南市立棒球場) es un estadio de béisbol en la ciudad de Tainan, en la isla de Taiwán. Situado en el distrito sur de la ciudad de Tainan, se utiliza actualmente sobre todo para los juegos de béisbol profesional, y ha sido el estadio del equipo Leones Uni-President desde 1990.
El estadio fue construido en 1931 en el sitio de un campo de béisbol edificado durante el período de la ocupación japonesa. El estadio se sometió a una serie de reformas en los años 70, y los postes de luz fueron instalados en 1992 para que el estadio tuviese uso nocturno.